# Ca' Onorai
Ca' Onorai è una frazione del comune italiano di Cittadella, in provincia di Padova.

## Geografia fisica
È posta nell'angolo nordorientale del territorio comunale, al confine con Galliera Veneta (e con le sue frazioni Mottinello Vecchio e Mottinello Nuovo) e Rossano Veneto.
A ponente dell'abitato transita la ferrovia Padova-Bassano.

## Origini del nome
Il toponimo significa "casa Onorati", dal nome di una famiglia che aveva proprietà nella zona.

## Monumenti e luoghi d'interesse

### Parrocchiale
A causa dell'eccessiva distanza dal duomo di Cittadella, gli abitanti di Ca' Onorai decisero di costruire una propria chiesa dedicata alla Madonna della Salute, che fu benedetta dal vescovo di Padova Carlo Agostini nel 1939. Nel 1955, ultimata la canonica, fu dichiarata parrocchiale e intitolata alla Presentazione di Maria. Visto il rapido aumento della popolazione, fu subito necessario ampliare l'edificio che ebbe una nuova inaugurazione nel 1957.
Benché si tratti di una costruzione recente, la chiesa conserva alcune opere antiche: una tela raffigurante San Prosdocimo (seconda metà del Seicento) e un paliotto in legno modanato e dipinto che orna l'altare della Madonna (Settecento).